# Zdzisław Stuglik
Zdzisław Stuglik (ur. 18 września 1903 w Oświęcimiu, zm. 5 listopada 1943 tamże) – polski entomolog, muzealnik.

## Życiorys
Urodził się w Oświęcimiu w 1903 roku. Po ukończeniu gimnazjum w Chrzanowie studiował nauki przyrodnicze na Uniwersytecie Jagiellońskim. Absolutorium uzyskał w 1926 roku. W latach 1926–1929 pracował w Muzeum Przyrodniczym w Truskawcu. W latach 1929–1939 był zatrudniony w katowickim Muzeum Śląskim. Wydał trzy rozprawy o motylach Śląska. Lata okupacji niemieckiej spędzał u rodziny w Oświęcimiu, gdzie zmarł na chorobę płuc w 1943 roku.

## Wybrane publikacje
- Materjały do poznania fauny motyli Śląska (1934)[3]
- Rozmieszczenie motyli większych w zespołach roślinnych Pogórza Cieszyńskiego (1936)
- Przyczynek do badań nad fauną motyli Śląska (1939)